# Корнинг (Калифорнија)
Корнинг (енгл. Corning) град је у америчкој савезној држави Калифорнија. По попису становништва из 2010. у њему је живело 7.663 становника.

## Демографија
Према попису становништва из 2010. у граду је живело 7.663 становника, што је 922 (13,7%) становника више него 2000. године.
| Група             | 2000.         | 2010.         |
| Белци             | 4.376 (64,9%) | 3.976 (51,9%) |
| Афроамериканци    | 35 (0,5%)     | 44 (0,6%)     |
| Азијати           | 36 (0,5%)     | 82 (1,1%)     |
| Хиспаноамериканци | 1.943 (28,8%) | 3.271 (42,7%) |
| Укупно            | 6.741         | 7.663         |